# نظریه مؤلف

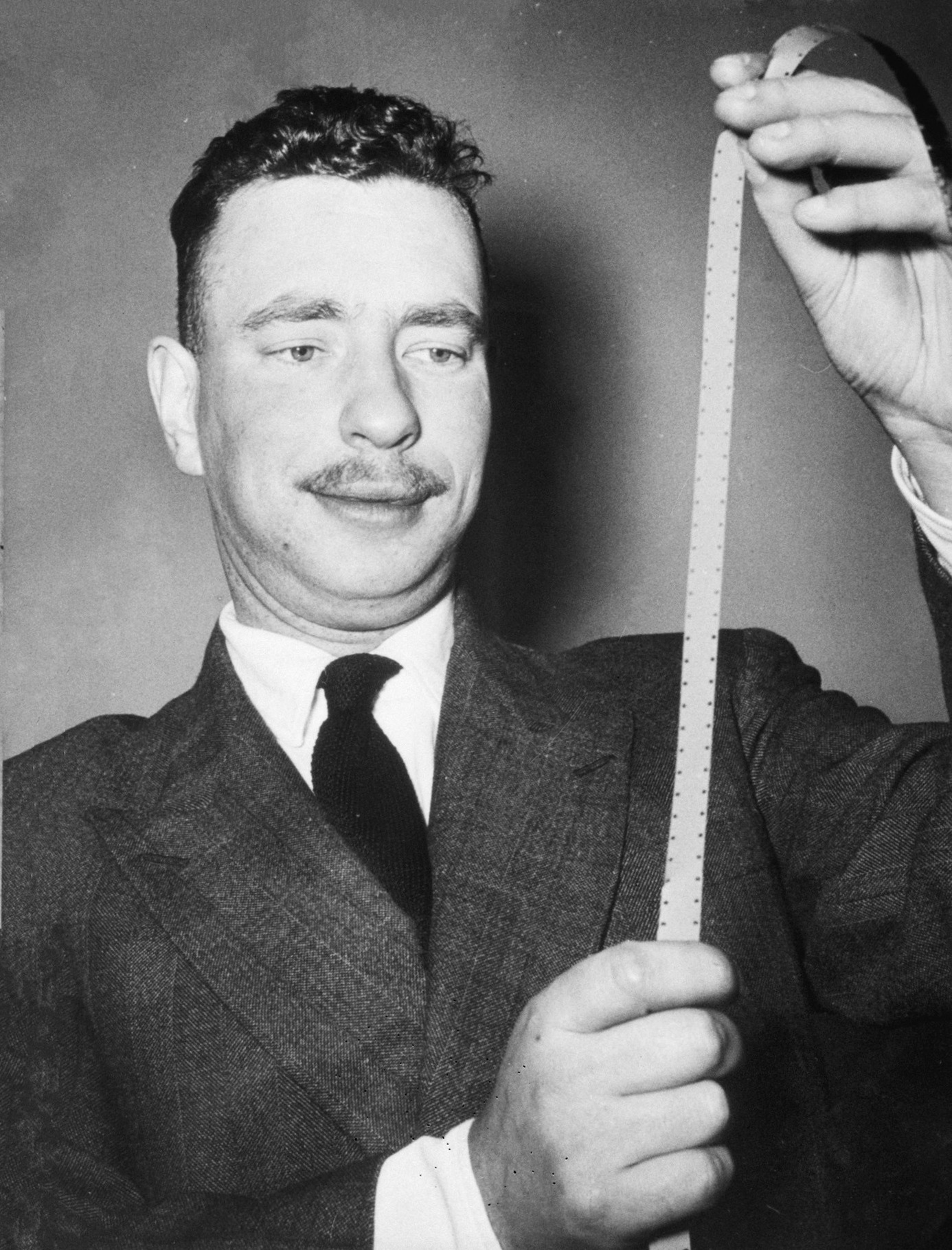
الکساندر استروک فرانسوی که با شیوه اختصاصی نقد زیر بنای نظریه موٌلف را پی ریزی کرد.

نظریهٔ مؤلف (به انگلیسی: Auteur theory) یک نظریه سینمایی است که تلقی‌اش از فیلمساز به مثابه یک آفرینشگر یا مؤلف اثر سینمایی است.
در فیلم‌سازی، نظریه مؤلف دیدگاهی انتقادی است که هنگام محک زدن آثار یک کارگردان جایگاه ویژه‌ای برای سبک و خلاقیت وی قائل می‌شود. این دیدگاه ابتدا در اواخر دهه ۱۹۴۰ میلادی در فرانسه مطرح شد.
در آغاز فرانسوا تروفو یکی از نظریه‌پردازان موج نوی فرانسه دست به ایجاد نظریه سیاست مؤلفان زد. او از مؤلفانی چون آلفرد هیچکاک، هوارد هاکس و اورسن ولز به عنوان کسانی نام برد که دارای یک شیوهٔ شخصی در کارهایشان هستند. به اصطلاح، همسان با یک مؤلف اثر سینمایی خود را می‌آفرینند. بعدها اندرو ساریس این نظریه را وارد زبان انگلیسی کرد و اصطلاح نظریهٔ مؤلف (Auteur theory) را در اصل او آفرید. در حالیکه این مسئله برای تروفو نه یک نظریه بلکه گونه‌ای شیوهٔ نقد بود. باید گفت پیدایش این نظریه خود مدیون نظریه‌پردازانی چون الکساندر آستروک و آندره بازن بود. از مهمترین مخالفان این نظریه می‌توان به پالین کیل اشاره کرد.

## چهره‌های شاخص
- فرانسوا تروفو
- الکساندر آستروک
- اندرو ساریس
- پیتر وولن